# Râul Vltava
Vltava (pronunție cehă: [ˈvl̩tava] ⓘ; în germană Moldau; în maghiară Moldva) este cel mai lung râu din Republica Cehă, curgând de la izvoarele sale spre nord din Pădurea Boemiei prin: Český Krumlov, České Budějovice, Davle și Praga (Praha), cu punctul de afluență în Elba (Labe) la Mělník. Are 430 km lungime și un bazin de circa 28.000 km²; Vltava are la confluență în unghi drept mai multă apă decât Elba.

## Legături externe
- Materiale media legate de Vltava la Wikimedia Commons